# Yūji Gotō
Yūji Gotō (japanisch 後藤 裕司 Gotō Yūji; * 20. August 1985 in der Präfektur Gifu) ist ein ehemaliger japanischer Fußballspieler.

## Karriere
Gotō erlernte das Fußballspielen in der Schulmannschaft der Gifu Technical High School. Seinen ersten Vertrag unterschrieb er 2004 bei Yokohama F. Marinos. Der Verein spielte in der höchsten Liga des Landes, der J1 League. 2007 wechselte er zum Drittligisten FC Gifu. Ende 2007 beendete er seine Karriere als Fußballspieler.

## Erfolge
Yokohama F. Marinos
- J1 League

Meister: 2004